# Roßbrücke (Erfurt)
Die Roßbrücke ist eine Straßenbrücke im Stadtzentrum der thüringischen Landeshauptstadt Erfurt und gehört zu den ältesten erhaltenen Natursteinbrücken der Stadt. Sie liegt am Herrmannsplatz, überspannt den Walkstrom, einen Seitenarm der Gera, und dient dem Erschließungsverkehr der westlichen Innenstadt. 

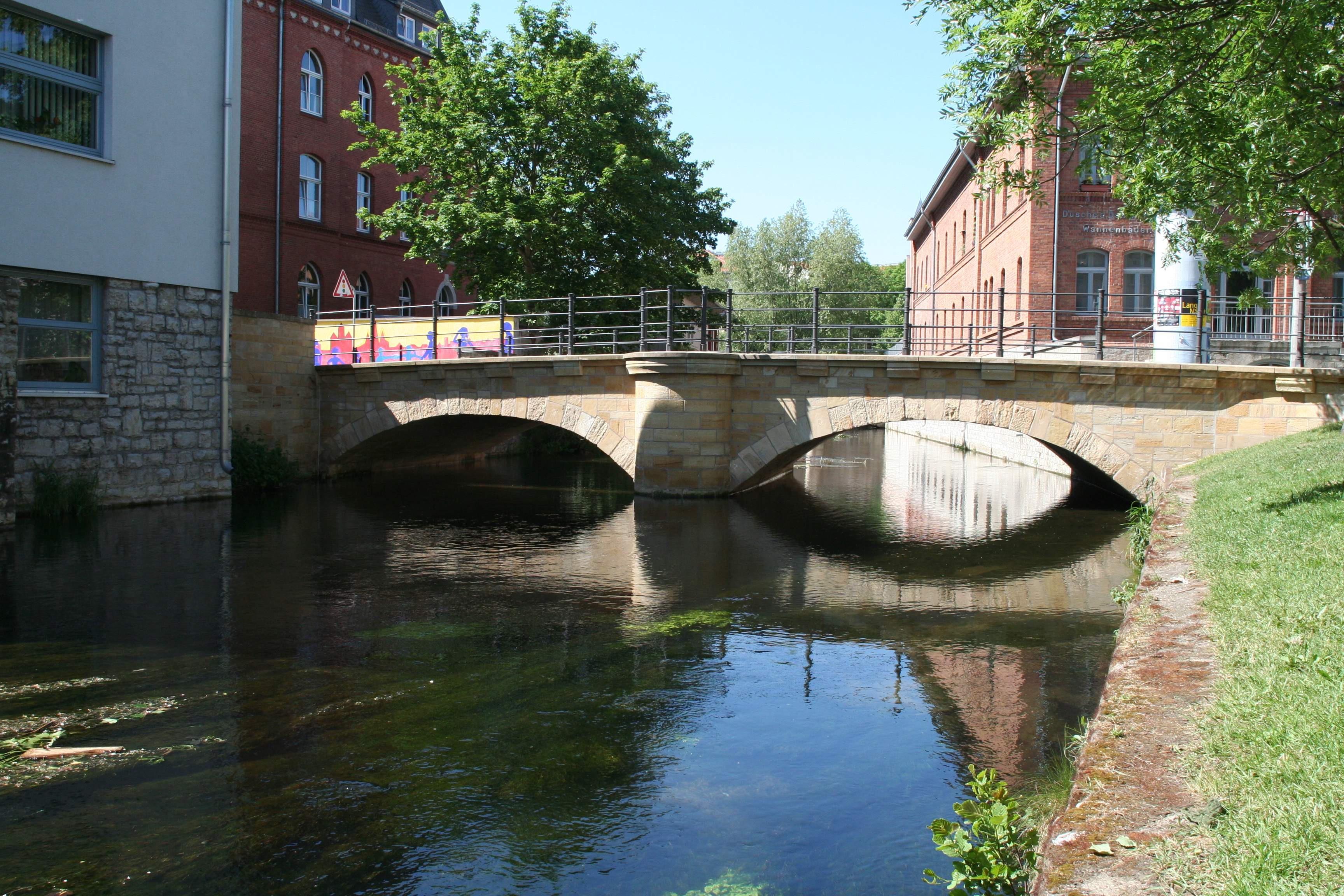
Roßbrücke

Es wird vermutet, dass im Mittelalter die erste Brücke an dieser Stelle als Verbindung des Mainzer Hofes, Sitz des Mainzer Erzbischofs in Erfurt, mit der Stadt diente. Der Name des Bauwerks stammt vom angrenzenden Roßmarkt, wie der Hermannsplatz bis 1876 hieß. Der Roßmarkt selbst wird auf eine Pferdeweide des Mainzer Hofes zwischen den Geraarmen Walkstrom und Bergstrom zurückgeführt, auf der auch mit Pferden gehandelt wurde. 
Eine zweifeldrige Steinbogenbrücke am Roßmarkt lässt sich erstmals für Mitte des 17. Jahrhunderts im Stadtplan von Johann Moritz Dedekind nachweisen. Die heutige Konstruktion wird auf das Jahr 1750 geschätzt. 
Die 21,2 m lange Brücke wurde aus Sandstein-Mauerwerk errichtet. Sie besteht aus zwei Kreisbögen mit lichten Weiten von 6,50 m sowie 6,95 m bei Radien von 4,8 m und einem Bogenstich von 1,29 m bzw. 1,31 m. Die Bogenbreite beträgt 8,7 m, die Scheitel sind 40 cm und die Kämpfer sind 80 cm stark. Der Mittelpfeiler besitzt eine Breite von 1,65 m.
Die Instandsetzung der Brücke in den Jahren 1994 und 1995 wurde nach zeitgenössischen Darstellungen aus dem 18. Jahrhundert durchgeführt. Zusätzlich wurde das Bauwerk um 1,65 m verbreitert, die Kosten betrugen 1,1 Millionen DM. Seitdem kann die Roßbrücke mit einem 30-t-Lastkraftwagen belastet werden.